# NGC 3326
NGC 3326 is een spiraalvormig sterrenstelsel in het sterrenbeeld Sextant. Het hemelobject werd op 22 maart 1865 ontdekt door de Duitse astronoom Albert Marth.

## Synoniemen
- UGC 5799
- MCG 1-27-25
- MK 1260
- ARAK 251
- ZWG 37.104
- PGC 31701